# Achatinina
Achatinina è un sottordine di molluschi gasteropodi polmonati dell'ordine Stylommatophora.

## Tassonomia
La classificazione di Bouchet e Rocroi del 2017, fatta propria dal World Register of Marine Species (2020), assegna al sottordine due superfamiglie:
- Superfamiglia Achatinoidea Swainson, 1840
  - Achatinidae Swainson, 1840
  - Aillyidae H. B. Baker, 1955
  - Ferussaciidae Bourguignat, 1883
  - Micractaeonidae Schileyko, 1999
- Superfamiglia Streptaxoidea Gray, 1860
  - Diapheridae Panha & Naggs, 2010
  - Streptaxidae J. E. Gray, 1860